# Finkenstein am Faaker See
Finkenstein am Faaker See é um município da Áustria localizado no distrito de Villach-Land, no estado de Caríntia.
Ele fica perto do lago Faaker See, que é um destino turístico popular na região. O município tem cerca de 1.800 habitantes e é conhecido por sua paisagem pitoresca, com montanhas e lagos. A área é popular para atividades ao ar livre, como caminhadas, ciclismo e esqui, e também tem várias atrações turísticas, como castelos e museus.